# Papež Štefan VII.
Štefan VII. (latinsko Stephanus Septimus), imenovan tudi Štefan VIII. italijanski rimskokatoliški škof, kardinal in papež; * 9. stoletje Rim (Papeška država, Frankovsko cesarstvo, † 15. marec 931 Rim (Papeška država, Sveto rimsko cesarstvo, danes: Italija) 

Papež je bil od decembra 928 do 15. marca 931. 

## Življenjepis

### Mladost in vzpon
Štefan je bil po rodu  Rimljan očetu pa je bilo ime Theodemundus, in je bil najbrž član družine Gabrielli. Pred izvolitvijo je bil Štefan kardinal-duhovnik pri cerkvi Sant' Anastasia v Rimu. 

## Papež
Bil je izvoljen po volji Alberika – morebiti ga je skrbno izbrala Marozia Tuskulska – kot prehodna osebnost, dokler njen lastni sin, ki je postal Janez XI., ni dosegel zadostne starosti, da bi zasedel prestol svetega Petra. 

Med dvema letoma svojega papeževanja je Štefan potrdil predpravice nekaj samostanom v Franciji in Italiji. V zahvalo, ker ga je rešil pritiska Huga iz Arlesa, je podelil Cante di Gabrielliju položaj papeškega upravnika v Gubbiju in poveljstvo nad večjim številom trdnjav.  Štefan je bil znan tudi po strogosti, s katero je kaznoval duhovnike, ki so živeli nenravno. On je bil očitno tudi prvi papež, ki si je za časa papeževanja bril brado; tako vsaj ve povedati sovražno razpoloženi grški zapis iz 12. stoletja. 

Štefan sicer ni sodeloval v vladanju Rima; je pa posredoval v vprašanju nasledstva v Frankovskem cesarstvu 942 in dvakrat zagrozil z izobčenjem Frankom in Burgundijcem, če ne bodo priznali za kralja Ludvika IV. , sina Karla Preprostega 
 

### Dela
- »Documenta Catholica Omnia« (v latinščini). Pridobljeno 6. decembra 2011.

## Smrt in spomin
Štefan je umrl 15. marca 931 in sicer v ječi, kjer so ga menda zadavili;  

Pokopali so ga v staro cerkev sv. Petra. 

Flodoard  se ga spominja s temle  epitafom:

### Nagrobni napis papežu Štefanu VII.
| Epitaphius (latinski izvirnik) | Epitaphio (italijanski prevod) | Epitaf (slovenski prevod) |
| --- | --- | --- |
| Septimus hinc Stephanus binos praefulget in annos, Aucto mense super, bisseno hoc Sole jugato, Deposita post quod spatium sibi Sede locatur. | Lì Stefano Settimo risplende per due anni, con un mese e 12 giorni, finiti i quali, dopo questo spazio di tempo, lascia vacante la Sede. | Štefan Sedmi se blešči dve leti, en sam mesec in 12 dni; ko so minili, je po tem časovnem obdobju zapustil (Apostolski) sedež prazen. |

## Ocena
- V Štefanovem času je Rim bil popolnoma podvržen Alberikovi in Marozijini oblasti; papeževanje pohlevnega in pobožnega papeža Štefana je potekalo docela v znamenju njegove nemoči. [17] Resnici na ljubo pa moramo priznati, da so v Mračnem stoletju papeževali večinoma dobri papeži, ki so izpolnjevali dolžnosti svoje službe; pomanjkanje politične moči je bilo Cerkvi morebiti celo v prid. Za papeže od Anastazija III. do Janeza XI. je sicer treba reči, da jih sodobni viri označujejo kot hvale vredne može, ki so bili pod diktaturo Teofilaktove rodbine brez moči in tako niso mogli vplivneje poseči v dogajanja v Cerkvi. [12]
- Zgodovinar Döllinger [18] takole ocenjuje to »mračno« obdobje: »Papeštvo je postalo podobno za verigo privezanemu ujetniku, ki si ne more nič pomagati zoper svoje ponižanje, saj je oropan svoje svobode.« [19] *To obdobje smemo imenovati mračno predvsem zaradi popolnega pomanjkanja neodvisnih zgodovinskih virov. Ozračje negotovosti glede tega obdobja poudarja in vključno potrjuje kriza, ki so jo preživljale takratne politične in cerkvene rimske ustanove: poročil, ki jih vsebujejo takratni seznami, praktično ni; žal istočasno obstaja zgodovinopisna praznina, ki je vsepovsod značilna za prvi dve desetletji X. stoletja. [20]
- Za papeže je bilo 10. stoletje zares temačno in ga po pravici imenujemo Mračno stoletje. Brez cesarske zaščite so bili na milost in nemilost prepuščeni muham rimskega in italijanskega plemstva, ki si je nadzor nad Cerkvijo pridobivalo tako, da je na njene položaje nastavljalo svoje sorodnike ali politične somišljenike, ne glede na to, ali so bili tega vredni; v svojem stremuštvu so nastavljali in odstavljali papeže, večkrat pa jim tudi stregli po življenju. Kronika, ki jo je napisal nemški škof Liutprand,[21] slika posvetnost na papeževem dvoru; vendar jo je treba brati s pridržkom, saj je bil pisec zelo protirimsko razpoložen - kar tudi sam izrecno poudarja - in je zato dvomno, da je pisal nepristransko. [22] Mračno pa imenujejo to stoletje tudi zato, ker je bilo polno spletk in umorov, ki so dosegali tudi papeški dvor; obenem pa je bilo to tudi obdobje roparskih vpadov divjih poganskih Normanov, Vikingov in Madžarov, ter muslimanskih Saracenov in Turkov.
- Za to obdobje manjkajo neodvisni in nepristranski zgodovinski viri. Večino poročil o škandalih, nasilju in razvratu v Rimu je napisal torej že omenjeni Liutprand. Svojemu delu je dal pomenljiv naslov Maščevanje. Ta naslov daje slutiti, da je v svojem pripovedovnju brez dvoma pretiraval in da je pač nalašč izbiral samo pikantne zgodbe, da bi se na ta način maščeval nekaterim ljudem. Pretresljivo pa je na primer Liutprandovo mnenje, da je bila za Langobarde, Sase in Franke najhujša zmerljivka in žalitev, če si komu rekel, da je Rimljan. V tej besedi je po njegovem mnenju izraženo vse, kar ja na tem svetu slabega, zlobnega in gnilega. Kljub Liutprandovim pretiravanjem pa je ostalo v takratni družbi še vedno dovolj slabega, kar je najedalo tudi Cerkev tako od zunaj kot od znotraj. Tako si lahko mislimo, da je kljub pretiravanjem to bil v resnici strašen čas. [23]